# Куськино (Сернурський район)
Ку́ськино (рос. Куськино, марій. Куськин) — присілок у складі Сернурського району Марій Ел, Росія. Входить до складу Кукнурського сільського поселення.

## Населення
Населення — 80 осіб (2010; 89 у 2002).
Національний склад (станом на 2002 рік):
- марі — 98 %